# Micromus morosus
Micromus morosus är en insektsart som beskrevs av Gerstaecker 1894. Micromus morosus ingår i släktet Micromus och familjen florsländor. Inga underarter finns listade i Catalogue of Life.